# Laghi del Gorzente
I laghi del Gorzente sono un gruppo di tre invasi artificiali dell'Appennino ligure che alimentano gli acquedotti di Genova: il lago Lungo (o Bigio) (684 m) ed il lago Badana (noto anche con la denominazione locale di lâgo de Fòggiarionda) (700 m) a monte, il lago Lavezze o Bruno (646 m) a valle. Il lago Lavezze ed il lago Lungo, primi serbatoi artificiali per i quali la finalità idroelettrica si affiancò all'approvvigionamento idrico, si trovano al confine tra la provincia di Genova e la provincia di Alessandria, mentre il lago Badana si trova completamente in territorio piemontese. Si trovano nel territorio dei comuni di Bosio (AL), Campomorone (GE) e Ceranesi (GE).

## Caratteristiche

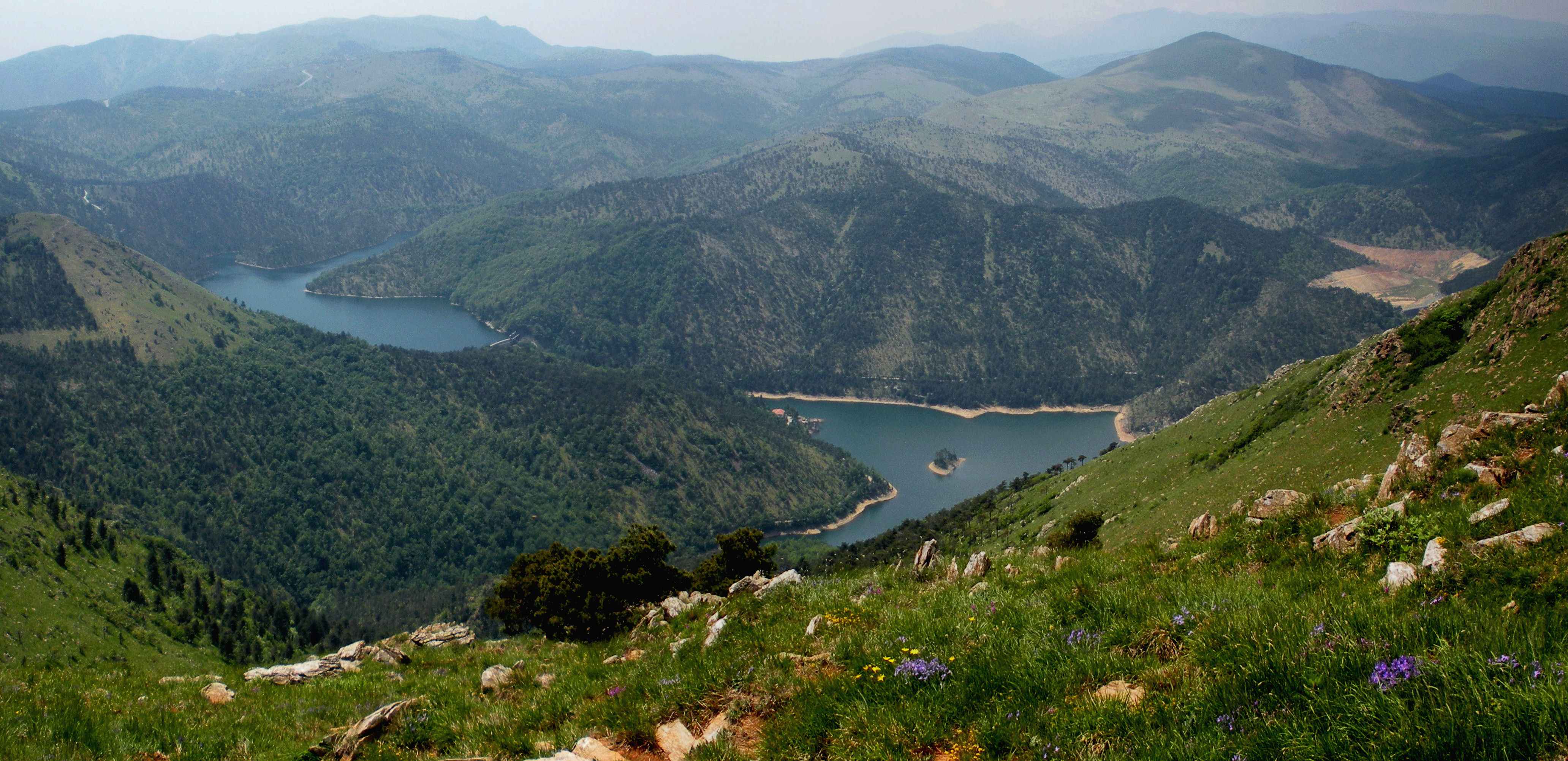
Panoramica sui laghi dal monte delle Figne: al centro il Lago Bruno, a sinistra il Lago Lungo e sulla destra il bacino vuoto del Lago Badana

La capacità complessiva dei tre invasi è di oltre 12 milioni di metri cubi.
Dal lago Lavezze ha inizio una galleria di 2300 m che, passando sotto l'Appennino, convoglia l'acqua a Gallaneto (nel comune di Campomorone, in Alta Valpolcevera) dove si trovano gli impianti di filtraggio e smistamento.
I tre laghi fanno parte, per quel che riguarda la parte che ricade nella provincia di Alessandria, del Parco Regionale delle Capanne di Marcarolo. Il lago Lungo è alimentato dal rio Lischeo, le cui acque discendono dai vicini monte Poggio (1081 m) e monte Orditano (950 m). Anche il lago Badana è alimentato dai rivi che discendono dal monte Poggio, mentre il lago Bruno, oltre alle acque provenienti dai due invasi a monte, è alimentato dai corsi d'acqua del monte delle Figne (1172 m) e del monte Taccone. Il lago Bruno inoltre è alimentato da una galleria, realizzata negli anni 20 del Novecento, che raccoglie le acque di diversi rivi, il cui corso naturale sboccava nel Gorzente a valle della diga. Un canale, che seguitava in un'altra galleria, portava sempre al lago Bruno alcuni rivi provenienti dalla zona della Benedicta, ma per la mancanza di manutenzione quest'opera non svolge più la sua funzione.  Dal 2005 il lago Badana è stato svuotato per lavori di manutenzione alla diga, gli altri due laghi invece continuano ad essere alimentati.
Secondo quanto dichiarato da Iren, concessionario dell'invaso, a novembre 2021 i lavori per la costruzione della nuova diga di lago Badana dovrebbero iniziare nel 2022 e concludersi nel 2026, salvo imprevisti; rispetto allo stato attuale la diga sarà innalzata in maniera da portare il livello del lago a 718 m s.l.m.
La fauna ittica dei laghi del Gorzente è composta prevalentemente da trote fario, trote iridee, carpe, tinche, lucci, persici, cavedani. È consentita la pesca durante alcuni periodi dell'anno.
Nonostante la vicinanza al mare, una dozzina di km in linea d'aria, il clima che caratterizza i laghi è tipicamente continentale. Durante la stagione invernale spesso si registrano temperature molto basse che rendono la superficie degli invasi anche completamente ghiacciata.

## Collegamenti
Il lago Lungo è raggiungibile dalla località Prou Renè, lungo la strada SP 4 dei Piani di Praglia, dove ha inizio il Sentiero Naturalistico dei Laghi del Gorzente. Da questo altri sentieri permettono di visitare gli altri due laghi.
Il lago Badana è più facilmente raggiungibile dalle Capanne di Marcarolo. Esiste anche una strada sterrata che staccandosi dalla SP 4 nelle vicinanze del Monte Pesucco (sormontato da una grande croce), attraverso il passo Prato Leone (779 m) conduce direttamente alla casa della Direzione, ma è chiusa al traffico privato.
Fino agli anni 80 del Novecento una teleferica di servizio collegava i laghi con Gallaneto (Campomorone).

## Storia
A partire dal 1883 furono costruiti dalla Società dell'Acquedotto De Ferrari il lago Lavezze, poi chiamato lago Bruno in onore del suo ideatore ed esecutore dei lavori ingegnere Nicolò Bruno e il lago Lungo per alimentare in parte la rete idrica di Genova. Nel 1914 venne costruito dalla società il lago Badana proprio sotto Costa Lavezzara.
I laghi appartengono oggi alla Mediterranea delle Acque (Gruppo Iren), in cui nel 2006 è confluita, insieme agli altri due gestori storici del servizio idrico genovese (Genova Acque e Acquedotto Nicolay) la società "Acquedotto De Ferrari Galliera".

## Galleria d'immagini

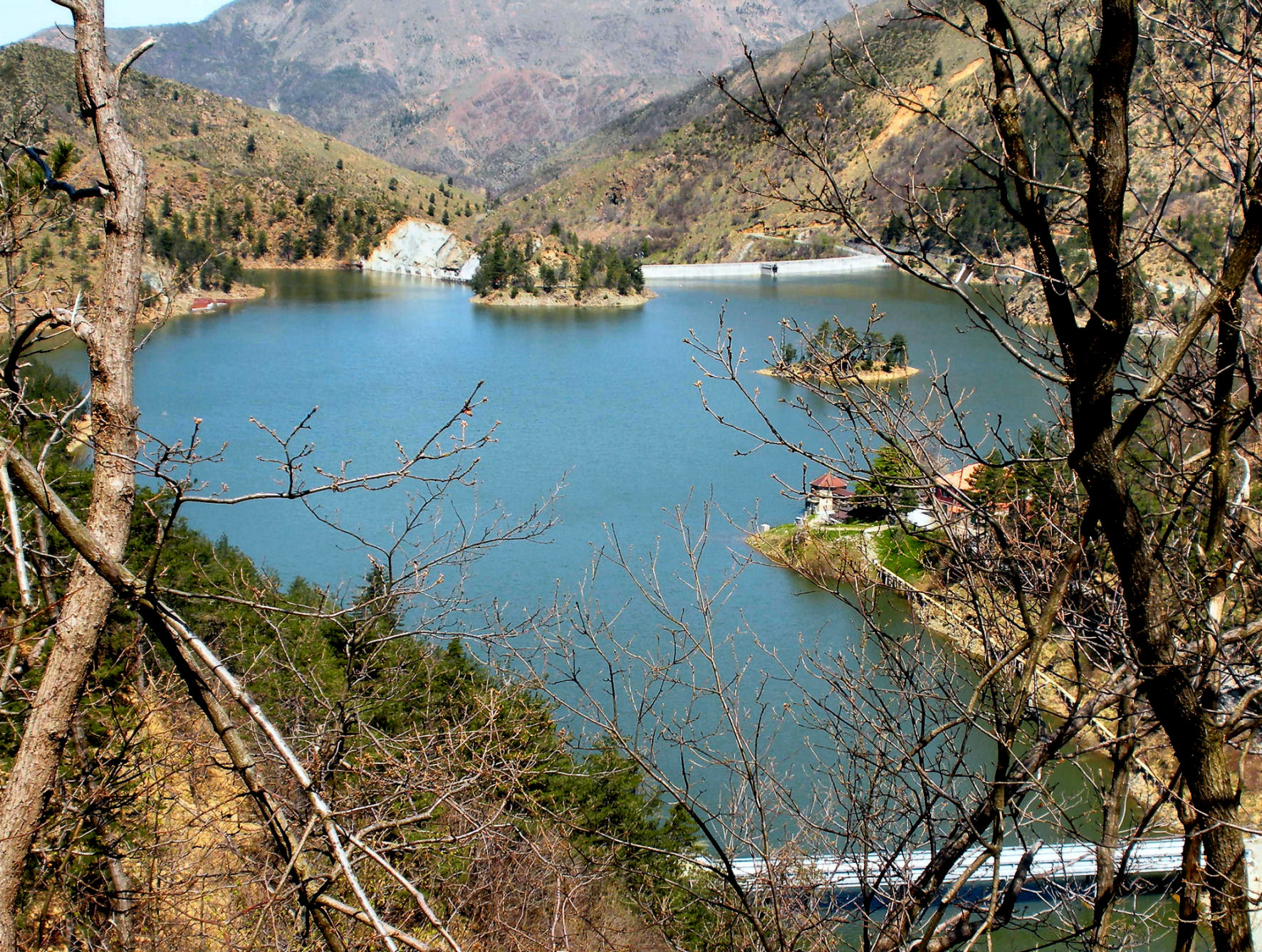
Veduta del Lago Bruno
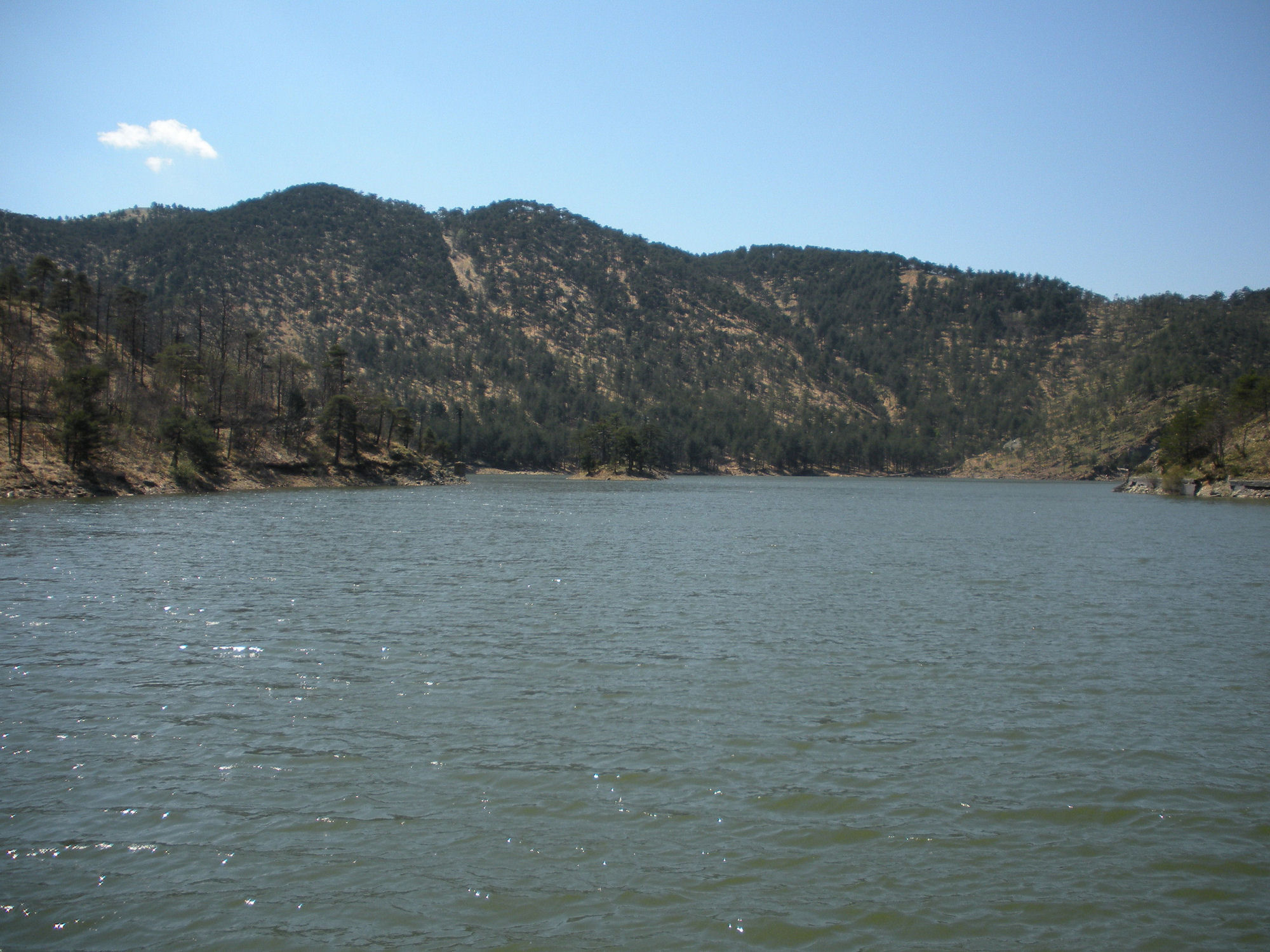
Altro scorcio del Lago Bruno
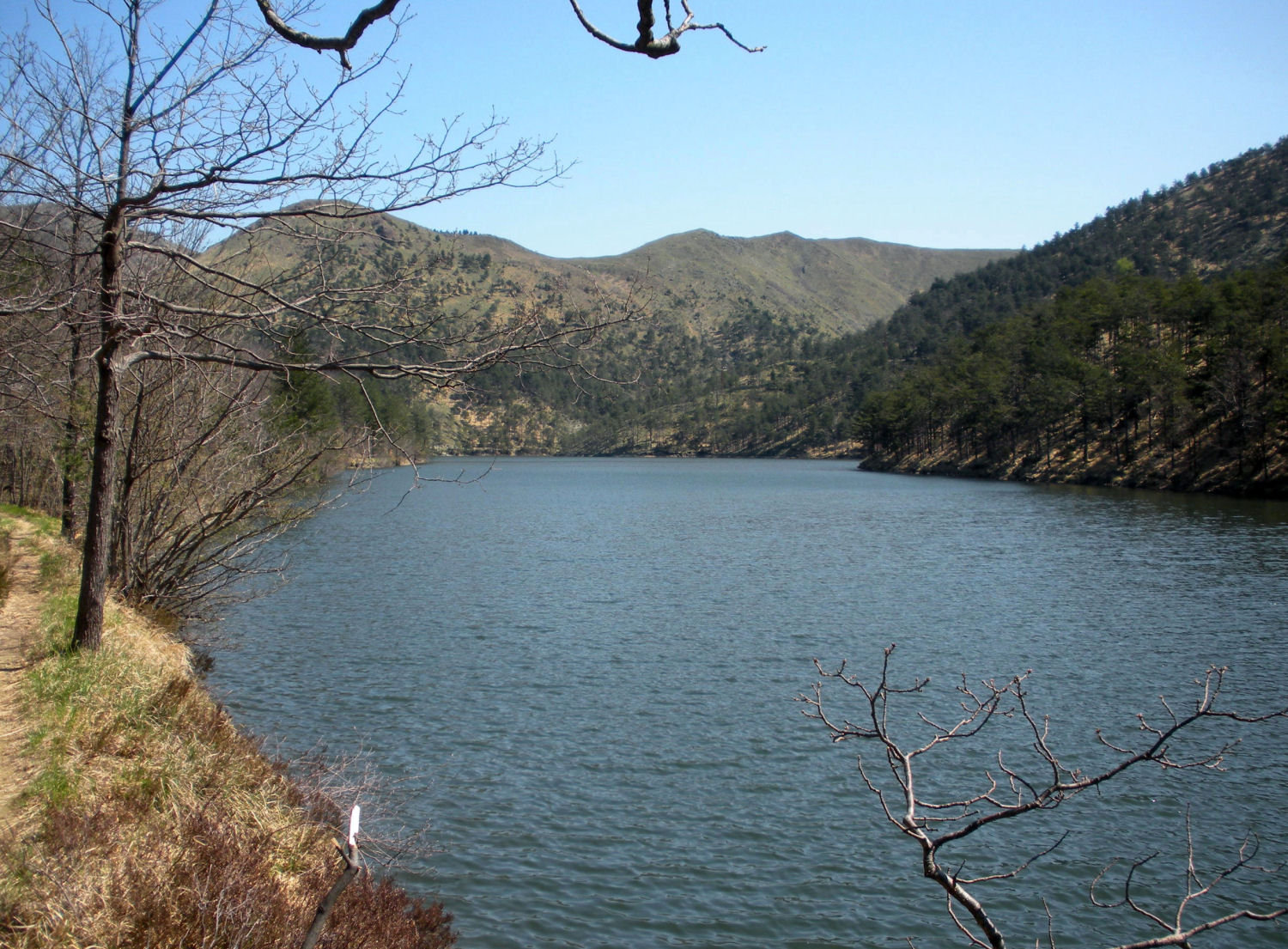
Veduta del Lago Lungo
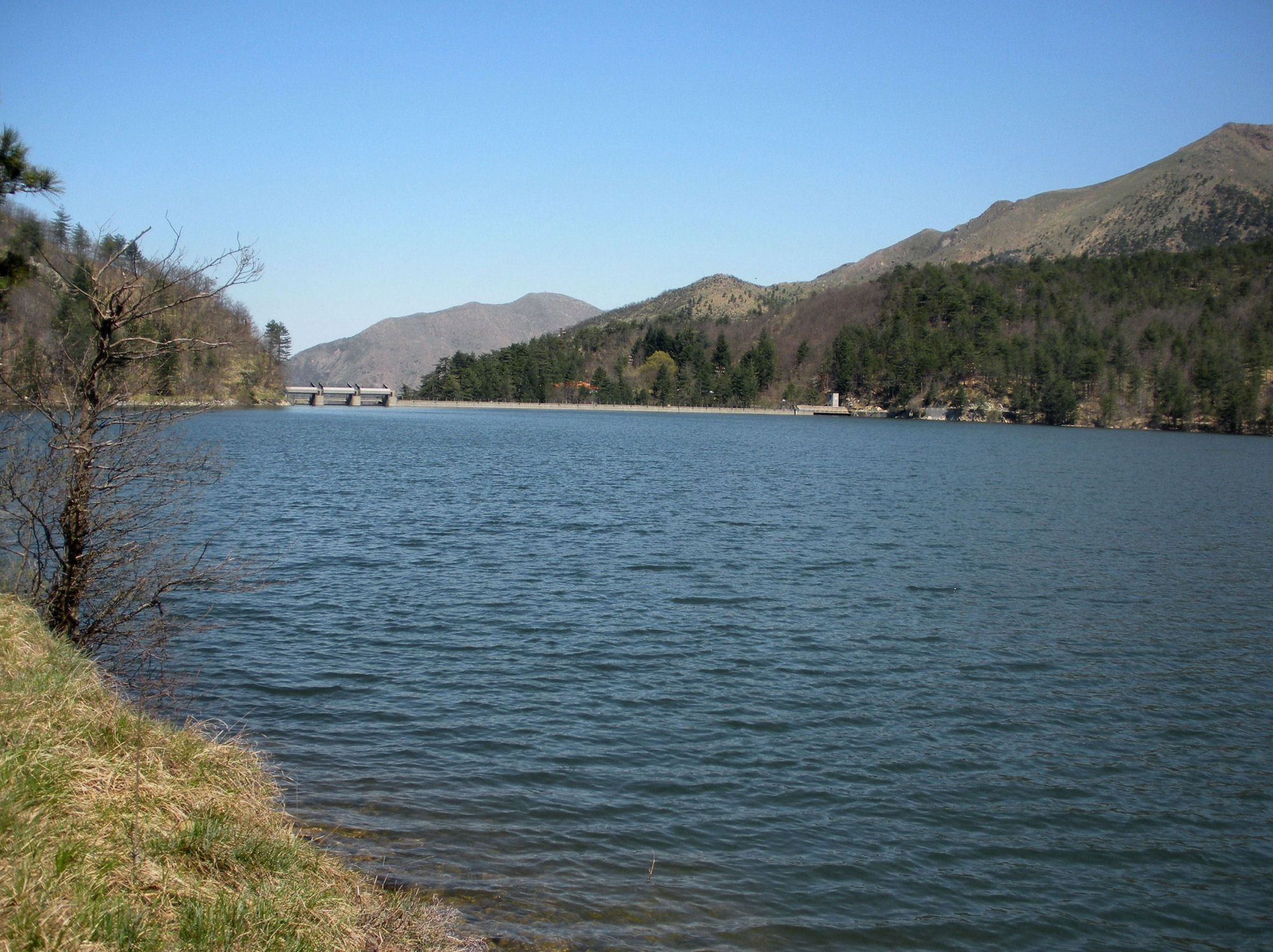
Altra vista del Lago Lungo
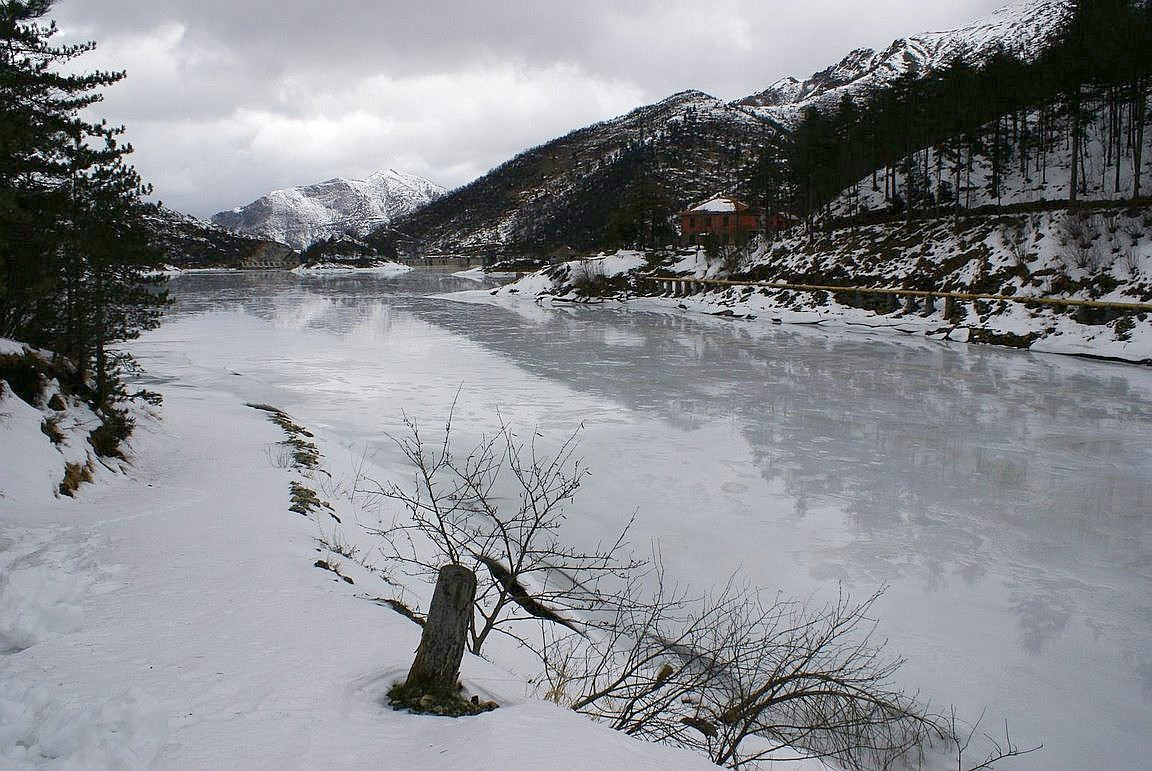
Il Lago Bruno ghiacciato
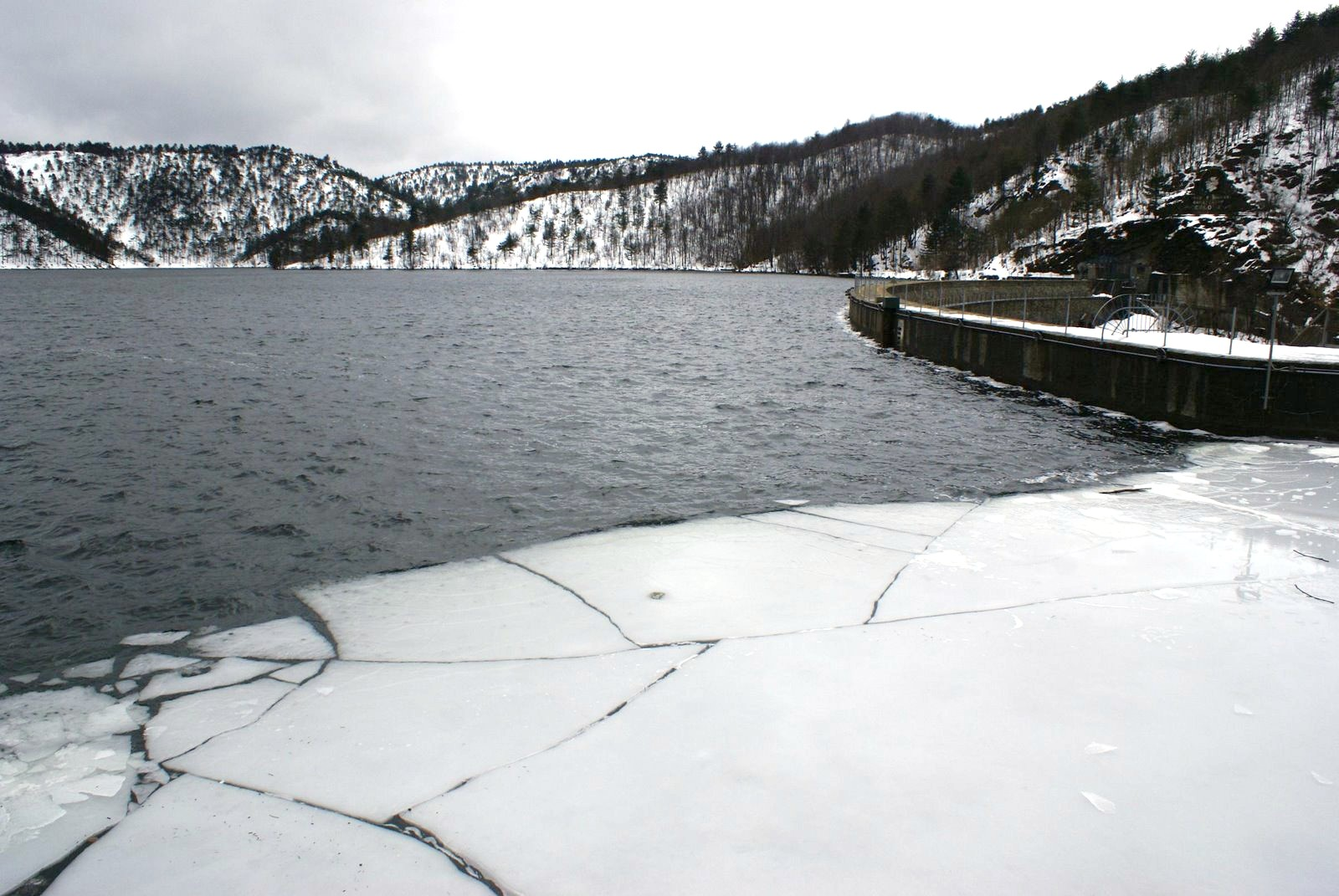
Lago Lungo in inverno
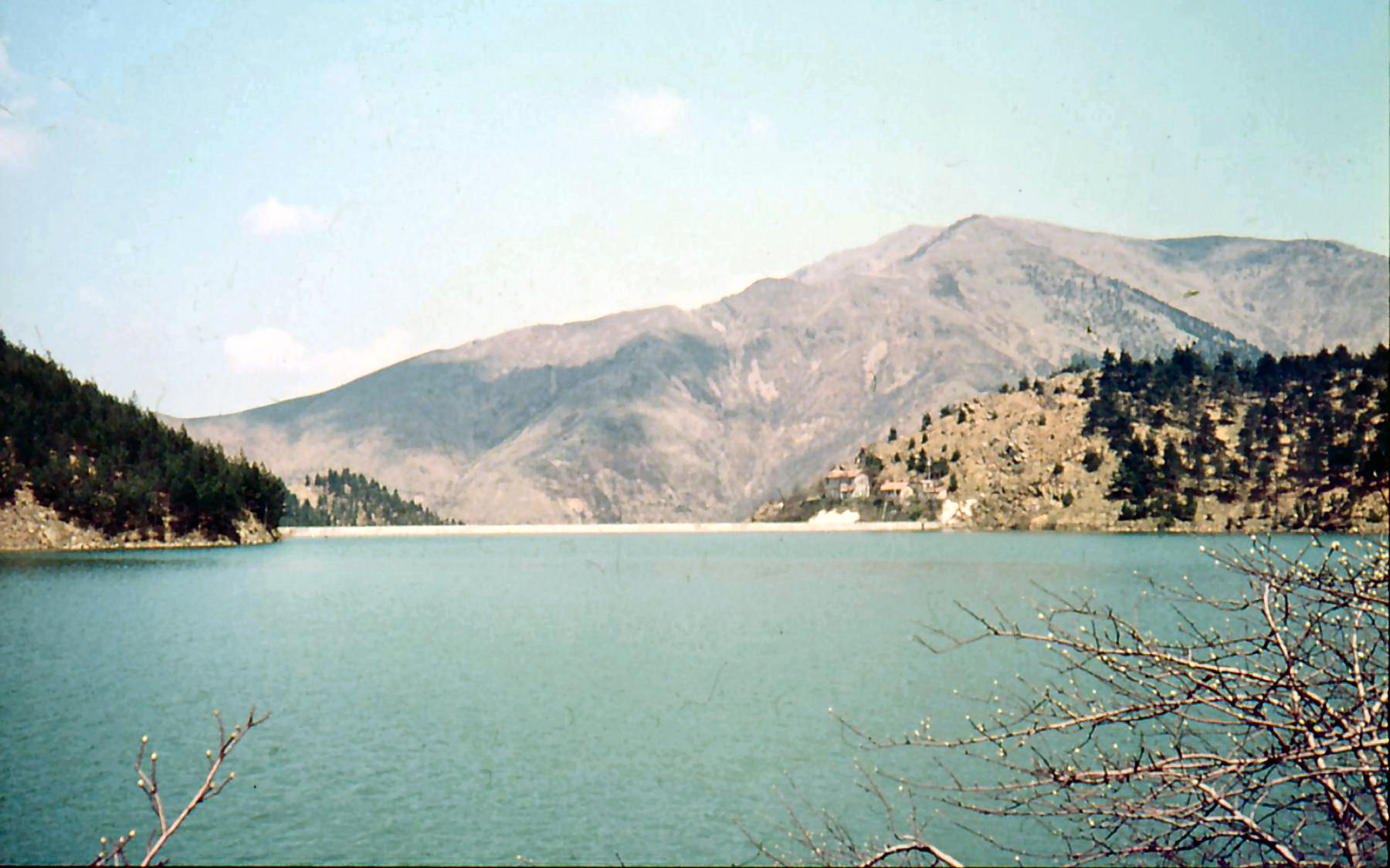
Veduta del Lago Badana nel 1974
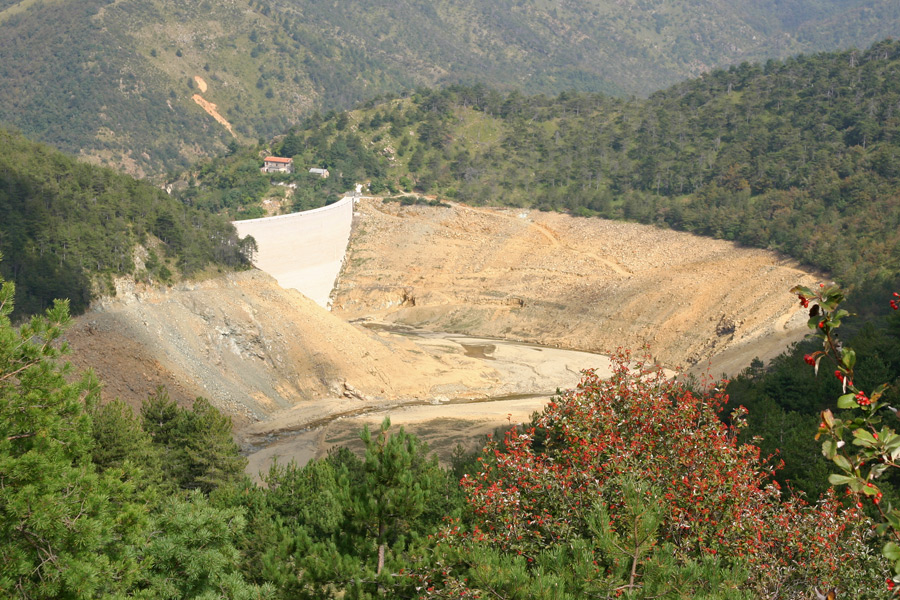
Il Lago Badana nel 2007

## Il sentiero naturalistico dei Laghi del Gorzente
Il “Sentiero naturalistico dei Laghi del Gorzente”, realizzato da volontari della sezione del CAI di Bolzaneto, ha inizio nella località Prou Renè, sulla strada Provinciale dei Piani di Praglia e si sviluppa lungo un percorso ad anello nell'alta valle del torrente Gorzente, toccando due dei tre laghi.
Lungo il percorso (circa 5 ore di cammino) sono individuate e segnalate da apposite targhe le varie specie arboree che si incontrano, tipiche dei boschi misti della Liguria, anche se non mancano alcune specie di conifere.
Oltre agli aspetti di interesse naturalistico, lungo il percorso si trovano luoghi e manufatti di interesse storico, tra i quali:
- La Pietra del Grano, un grande masso presso il quale nell'antichità si incontravano mercanti provenienti dalle regioni padane per scambiare grano (da cui il nome del luogo) e vino con i mercanti liguri che fornivano loro i prodotti tipici della costa (principalmente sale e olio).[3][4]
- Una delle numerose neviere presenti nella zona. Si trattava più propriamente di ghiacciaie, grosse cavità, di circa 10 m di diametro e profonde 5 o 6 metri, rivestite di pietre, che, prima della diffusione dei frigoriferi, durante l'inverno venivano riempite di neve e poi ricoperte di materiale isolante (foglie secche e paglia); la neve, una volta solidificata, era tagliata in blocchi che venivano poi trasportati a Genova a dorso di mulo in apposite sacche di tela; fin dal XVII secolo si ha notizia di questi impianti, che rimasero in uso fino al 1870.[5]
- Il Sacrario dei martiri di Passomezzano, nel luogo in cui furono uccisi alcuni partigiani sopravvissuti alla strage della Benedicta (la zona dei Laghi del Gorzente, durante la lotta di liberazione, fu teatro di scontri tra partigiani e truppe tedesche, particolarmente sanguinosi nei giorni intorno alla Pasqua del 1944, quando l'esercito tedesco operò una vasta azione di rastrellamento, in cui caddero decine di partigiani).
- Il termine della Tavola Bronzea di Polcevera. Posto a poca distanza dal punto di inizio del percorso, era uno dei cippi apposti nel 117 a.C. dai Romani per delimitare il territorio dei Liguri Langenses, a seguito dell'arbitrato dei magistrati Quinto e Marco Minucio Rufo.

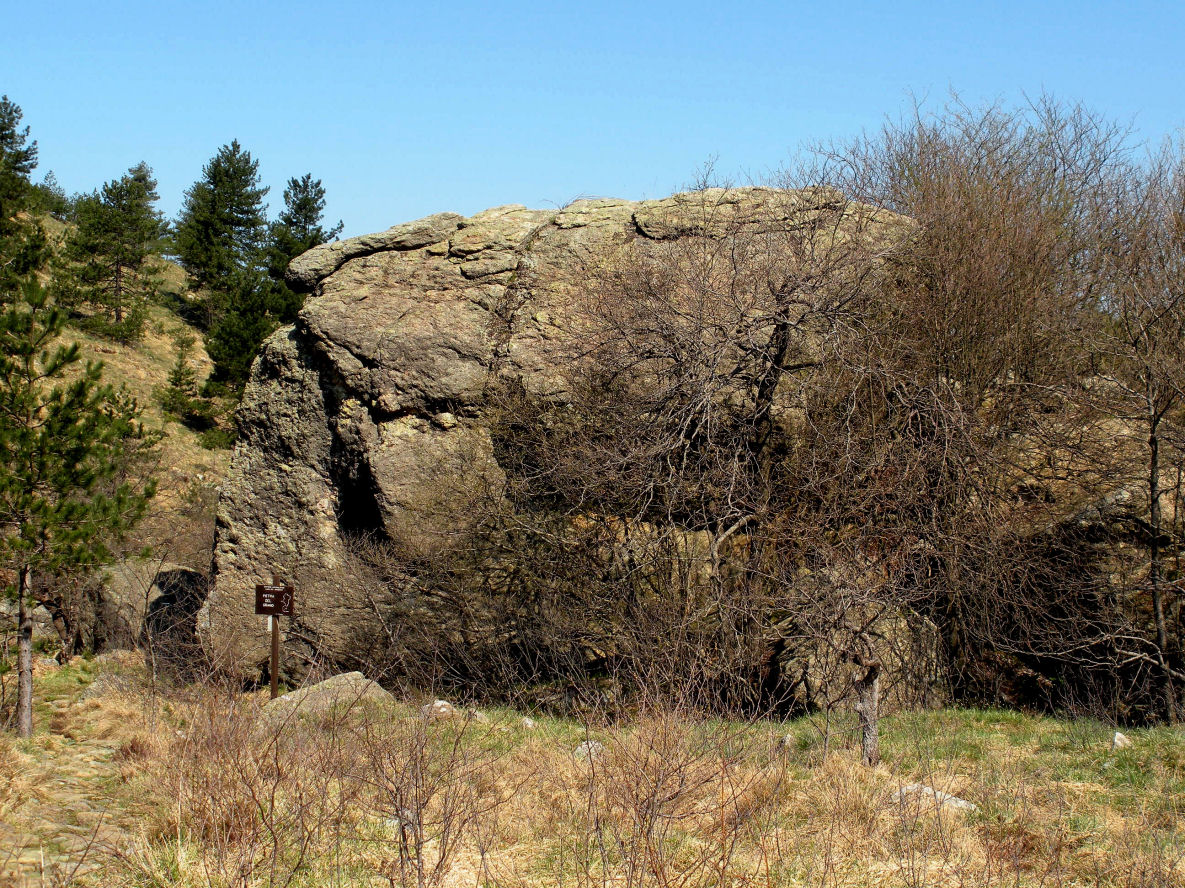
La "Pietra del Grano"
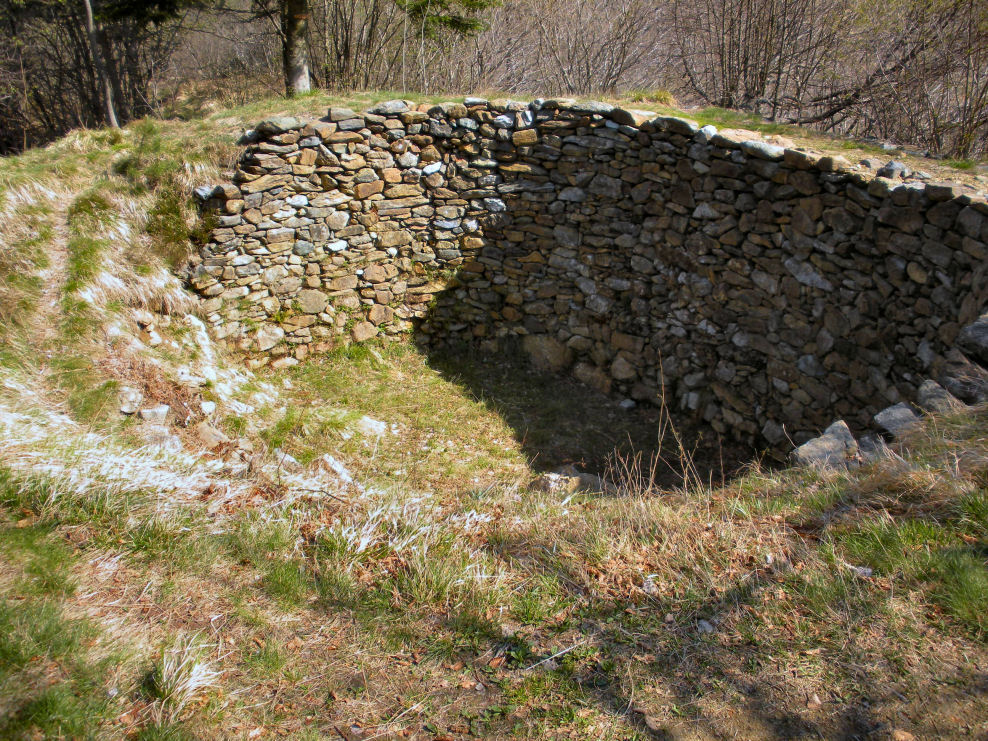
La neviera
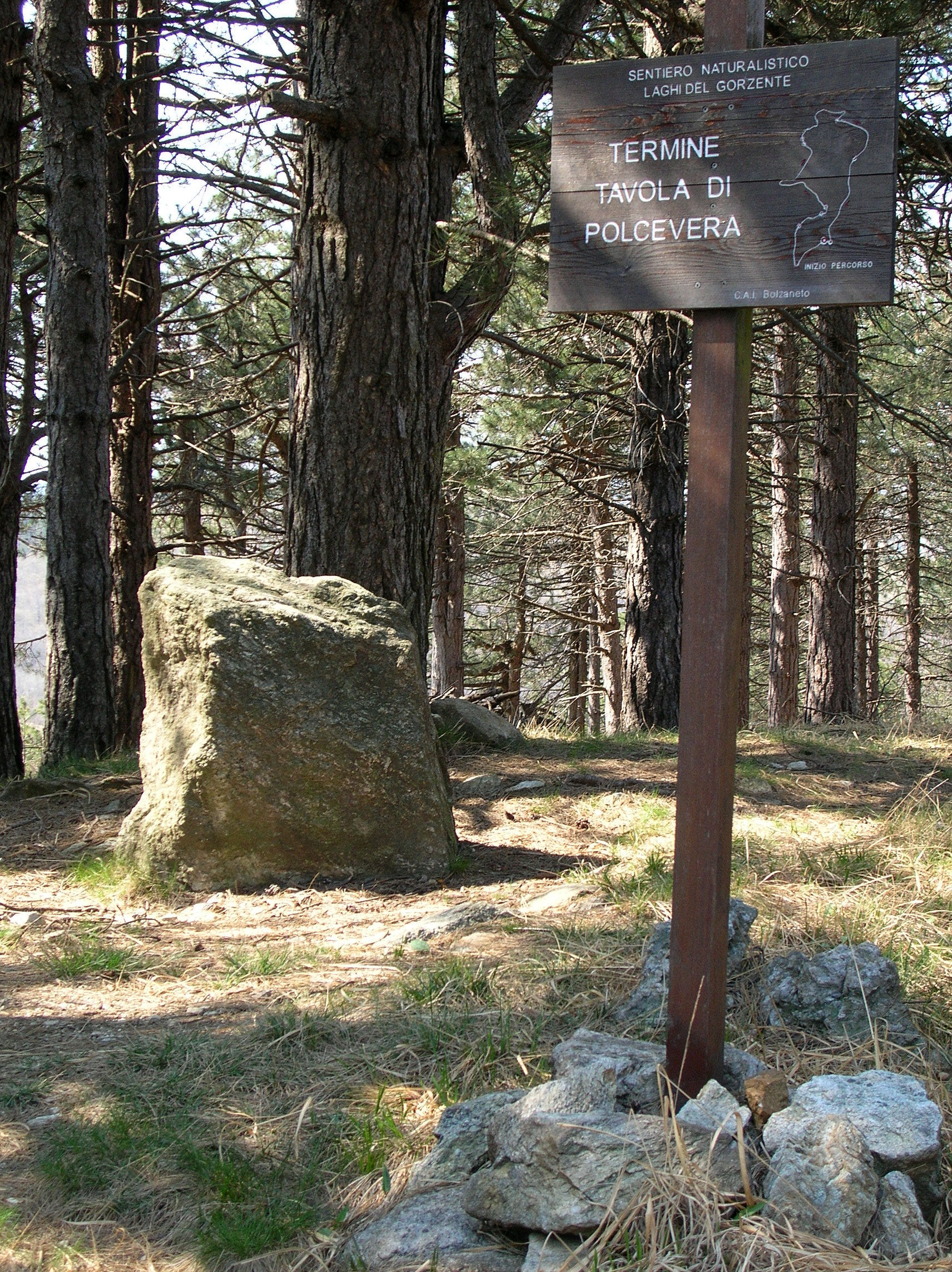
Il termine della Tavola bronzea